# Kemtauer Felsen
Der Kemtauer Felsen ist ein 607,5 Meter hoher Berg in Gelenau/Erzgeb. im sächsischen Erzgebirgskreis. Er ist nach dem Burkhardtsdorfer Ortsteil Kemtau benannt, welcher sich nördlich des Felsens befindet.

## Geografie
Die Anhöhe befindet sich im Erzgebirge südlich von Chemnitz an der Flurgrenze von Kemtau und Gelenau/Erzgeb. Einige Felsen erheben sich in der Nähe des höchsten Punktes. Der Gipfel ist bewaldet. Südlich der Anhöhe führt die Eisenstraße vorbei, ein mittelalterlicher Fuhrmannsweg.